# قره‌بابا (عباس شرقی)
قره‌بابا یکی از روستاهای استان آذربایجان شرقی است که در دهستان عباس شرقی بخش تیکمه‌داش شهرستان بستان‌آباد واقع شده‌است.این روستا ۲۹ نفر جمعیت دارد.